# دولاژ دی۴
دولاژ دی۴ (‌به انگلیسی: Delage D4) یک خودروی لوکس جمع‌وجور ۴ سیلندر در گروه مالیات خودرو 8CV بود که توسط سازنده خودروی فرانسوی دولاژ بین سال‌های ۱۹۳۳ و ۱۹۳۴ تولید شد.